# 凤凰早班车
《凤凰早班车》（英语：Phoenix Morning Express，2017年2月3日及之前为“Good Morning China”）是香港凤凰卫视制作的每日早间新闻资讯节目，也是凤凰卫视第二档新闻节目。本节目在主直播室制作。节目的开场口号是“各位早上好，欢迎搭乘20XX年X月X日星期X的《凤凰早班车》，我是XX（主持人）”。 
2021年12月26日前，周末早间节目为《周末晨早播報》（英语：Weekend Morning News），节目时长30分钟。因凤凰卫视改版，《周末晨早播报》停播，《凤凰早班车》亦改为日播。

## 播出时间

### 鳳凰早班車
- 鳳凰衛視中文台、鳳凰衛視資訊台：香港時間每日早上07:00；
- 鳳凰衛視歐洲台：格林尼治时间每日晚上23:00；
- 鳳凰衛視美洲台：美国西岸时间周日至周四下午16:00；
- 鳳凰衛視澳洲版：悉尼时间每日09:00。

2022年改版前，节目会在鳳凰衛視中文台周一至周五早上08:00重播（若遇上特殊情况则改为直播），播出时长为60分钟（含广告）。
2022年1月1日，《鳳凰早班車》節目改版，播出時長延至120分鐘，播出時間改為每天早晨07:00-09:00；農曆新年期間及疫情特殊时期播出時長缩减至60分鐘（07:00-08:00），08:00-09:00改為重播（即與中文台在改版前的播出安排相同）。
2022年4月11日起，《凤凰早班车》调整编排，周一至周五为07:00-09:00两小时直播；周六至周日为07:00-08:00一小时直播 + 08:00-09:00 一小时重播（即與中文台在改版前的播出安排相同），周末若出现特殊情况则改为两小时直播。
2024年4月15日起，配合鳳凰衛視香港台將於同月22日起於無綫電視的85頻道轉播，香港台於07:00-09:00同步直播《凤凰早班车》（每天08:00起提供繁体中文字幕）。
2024年7月8日起，香港台於07:00-09:00同步直播《凤凰早班车》时全面附上繁体中文字幕。
《凤凰早班车》節目结尾時會打出「协作媒体」、「製作人」、「主编」、「助理主编」、「美洲製作人」、「上海製作人」、「北京製作人」、「深圳製作人」、「香港製作人」、「图像设计」、「摄影棚」、「录制及厂务」、「網絡工程」、「新聞剪接」、「助导」、「导播」、「值班編審」、「運行總監」、「製作經理」、「製作總監」、「監製」、「执行總監製」、「總監製」、「凤凰网 iFeng.com」、「凤凰秀」。

### 周末晨早播报（已停播）
2021年12月26日前，鳳凰衛視資訊台每周六至周日早上07:00首播（直播）、07:30重播；鳳凰衛視中文台每周六至周日早上08:00首播（为资讯台07:00的节目内容），播出时长为30分钟（含广告）。
节目在凤凰环球新闻中心二楼夹层播报区播出，即与白天时段的《凤凰正点播报》所在地相同。
《周末晨早播报》节目结尾时会打出「主编」、「制作人」、「导播」，与《凤凰正点播报》结尾字幕一致。
2022年，因凤凰卫视改版，《周末晨早播报》停播。

## 历史
《凤凰早班车》开播之前，凤凰卫视只有一档正规新闻节目《时事直通车》，而在其他类型的节目里，也有一些新闻版块，但经常出现失误。后来，刘长乐决定用陈鲁豫作为早间新闻主播。1998年4月1日，《凤凰早班车》开播，由此开启了中国人“说新闻”的模式；播出時長20分鐘，在中文台播出，时间為周一至周五早上07:30-07:50首播，中午13:00-13:20重播。
2000年1月3日，《今日头条》开播，節目播出時長15分鐘，播出时间为周一至周五早上07:00-07:15首播，中午12:30-中午12:45重播；由此《凤凰早班车》節目播出時長延至35分鐘，从当年早上07:15开始在中文台播出，时间为周一至周五早上07:15-07:50首播，中午12:45-中午13:20重播。
2001年1月1日，鳳凰衛視資訊台舉行正式開播儀式，《凤凰早班车》开始在中文台和資訊台并机直播，时间為周一至周五早上07:15-07:50首播，中文台08:15-08:50重播。
2003年1月1日，全體所有并入《凤凰早班车》时段節目播出時長延至60分鐘，所以《凤凰早班车》从当年开始在中文台以及資訊台播出时间為周一至周五早上07:00-08:00首播，中文台08:00-09:00重播。
2022年1月1日，《鳳凰早班車》節目播出時長延至120分鐘，播出時間改為每天早上07:00-09:00。
若遇上农历新年假期期间及疫情特殊时期，節目播出時長缩至60分鐘，播出時間调整为每天早上07:00-08:00首播，08:00-09:00重播。
2022年4月23日起调整编排，周一至周五为07:00-09:00两小时直播；周六至周日为07:00-08:00首播，08:00-09:00重播（即与中文台在改版前的播出安排相同），若出现特殊情况则改为两小时直播，均为双主播模式。
2022年8月6日起再度调整编排，周一至周五为07:00-09:00两小时直播，双主播模式；周六至周日为07:00-08:00首播，08:00-09:00重播（即与中文台在改版前的播出安排相同），若出现特殊情况则改为两小时直播，单主播模式。
2022年11月1日-2022年12月10日，因中国前国家领导人江泽民逝世，《凤凰早班车》临时调整编排，播出时间不变但均为单主播模式，直至江泽民同志追悼大会结束后的下一周恢复现行编排。
2022年12月26日至-2023年1月6日，因圣诞+新年假期，《凤凰早班车》继续播出时间不变但均为单主播模式，直至2023年1月9日恢复双主播模式，現時逢春節亦會改用單主播模式。
2024年4月22日起，鳳凰衛視香港台於香港免費電視85頻道開播（無綫電視轉播），自同年4月15日起改為與鳳凰衛視中文台和資訊台并机直播本節目，取消並取代原有早間粵語新聞時段《香港晨報》節目。

## 环节（凤凰早班车）
- 今日头条：提供最新国际消息，亦提供各大报章、电子传媒、国际主要联讯社的头条要闻扼要报导。[注 3]
- 时事要闻：7点档为国际时事新闻，8点档为国内外时事新闻。
- 晨早点评[注 4]：由评论员对“今日头条”环节中报道的新闻进行点评分析。
- 美国焦点：连线凤凰北美记者站提供昨夜今晨的美国新闻及美国媒体昨日关注焦点。
- 海峡两岸[注 5]：提供中国大陆与台湾昨夜今晨最新资讯[注 6]。
- 香港传真[注 5]：提供昨夜今晨的香港新闻及当日新闻重点。
- 晨早财经：周一至周五播出，提供欧美股市收盘信息（每周二至五会播出美股股评），亦会为即将开盘的亚洲股市作分析预测。
- 点·线·面[注 7]：国际社会新闻、报章杂要和各地的娱乐新闻。
- 体育晨讯：提供最新最热的体育新闻。
- 娱乐快递：提供最新最热的娱乐资讯（前身为独立节目《娱乐快报》。2025年8月中旬起成为点·线·面的一部分）。
- 两岸要闻早报[注 8]：提供两岸四地今日新闻提要。
- 国际要闻早报[注 8]：提供国际今日新闻提要。
- 凤凰气象站：周一至周五为无主持版本，周六至周日为有主持版本（香港台仅提供无主持版本）。

## 主播
- 一般情况下《凤凰早班车》的常任主播同时也是《凤凰午间专列》的常任主播。
- 2022年2月14日起，受香港第五波疫情影響，節目改為单主播模式。
- 2022年4月6日起，香港第五波疫情好转，节目恢复为双主播模式。
- 2022年8月6日起，周一至周五为双主播模式，周六至周日或春節为单主播模式。

### 凤凰早班车

#### 常任主播
- 饒祥以
- 郭洋子
- 王峰
- 黃橙子

#### 代班主播
- 李科夫（《时事直通车》常任主播）
- 全荃（前常任主播，现《时事直通车》常任主播）
- 李亞蒨
- 楊舒（前常任主播、现《时事直通车》常任主播、《凤凰全球连线》常任主持）
- 林秀芹
- 任韧（《凤凰聚焦》常任主持）

#### 前任主播
- 陈鲁豫
- 陈晓楠
- 刘芳
- 杨娟
- 林瑋婕
- 刘珊玲

### 周末晨早播报
由当天负责上午档《凤凰正点播报》的主播担任，非固定安排。